# Sven Hugo Borg
Sven Hugo Borg, född 26 juli 1896 i Vinslöv, död 19 februari 1981 i Los Angeles, Kalifornien, var en svensk-amerikansk skådespelare.
Borg medverkade i drygt 60 amerikanska filmproduktioner, där han ofta spelade svensk eller tysk invandrare.

## Filmografi i urval
- 1935 - The Crusades
- 1937 - The Mysterious Pilot
- 1942 - To Be or Not to Be
- 1943 - Jack London
- 1943 - Adventures of the Flying Cadets
- 1963 - The Prize
- 1963 – Jagad av agenter

## Teater

### Roller
| År   | Roll         | Produktion                   | Upphovsmän       | Teater                   |
| ---- | ------------ | ---------------------------- | ---------------- | ------------------------ |
| 1923 | Doktor Hegre | Det lyckliga valet Nils Kjær | Torsten Hammarén | Helsingborgs stadsteater |

### Fotnoter
1. ↑  ”Sven Hugo Borg”. Svensk Filmdatabas. http://sfi.se/sv/svensk-filmdatabas/Item/?type=PERSON&itemid=129121&ref=%2ftemplates%2fSwedishFilmSearchResult.aspx%3fid%3d1225%26epslanguage%3dsv%26searchword%3dSven+Hugo+Borg%26type%3dPerson%26match%3dBegin%26page%3d1%26prom%3dFalse. Läst 20 oktober 2012.
2. ↑  ”Sven Hugo Borg”. IMDb.com. Arkiverad från originalet den 11 mars 2016. https://web.archive.org/web/20160311224448/http://akas.imdb.com/name/nm0096455/. Läst 20 oktober 2012.